# Cycas curranii
Cycas curranii es una especie de Cycadopsida del género Cycas, de la familia Cycadaceae, del orden Cycadales.

## Distribución
Cycas curranii se distribuye por Filipinas (Palawan).

## Taxonomía
Fue descrita científicamente por (J.Schust.) K.D.Hill. Fue publicado por primera vez en K.D.Hill. In: Proc. Third Int. Conf. Cycad Biol.: 150. (1995).